# Библиотека Джона Райландса

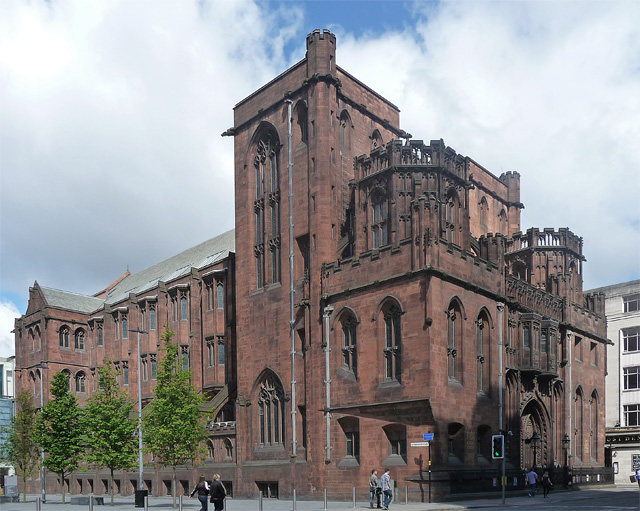
Неоготическое здание библиотеки

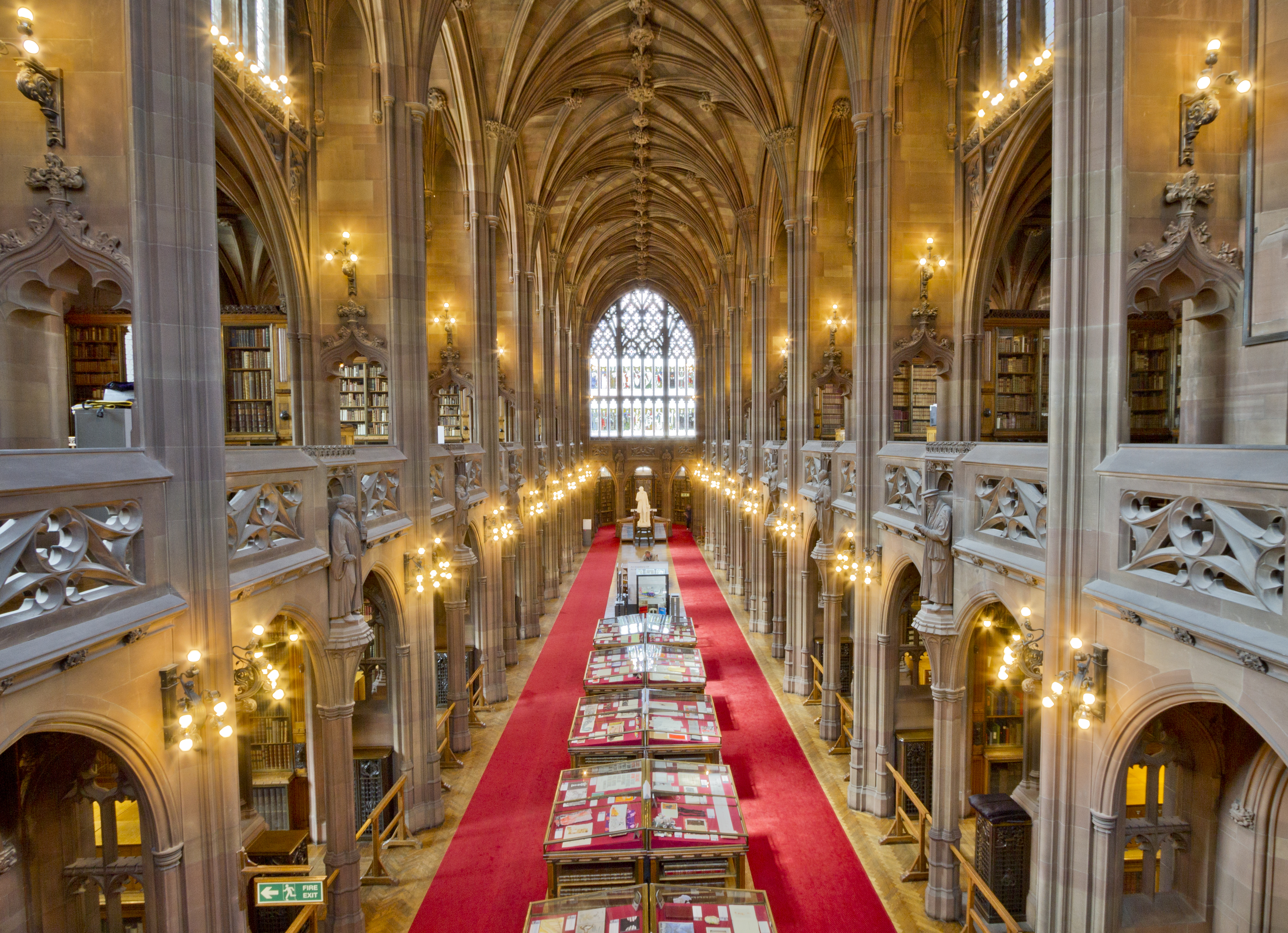
Читальный зал библиотеки напоминает средневековый собор

Библиотека Джона Райландса (John Rylands Library) — крупная библиотека в центре Манчестера, на улице Динсгейт. Основана в конце XIX века Энрикетой Августиной Райландс в память о покойном муже Джоне Райландсе, владельце крупнейшей в городе текстильной мануфактуры. В 1972 году административно объединена с библиотекой Манчестерского университета.
После того как Энрикета Райландс приобрела земельный участок в центре Манчестера, она поручила разработать проект библиотеки архитектору Бэзилу Чемпнису. Сначала предполагалось разместить здесь только собрание религиозных текстов, поэтому внутренность библиотеки напоминает церковь. Библиотека открылась для посетителей в 1900 году. На первом этаже размещены основная коллекция, читальный зал с галереей, библейский кабинет и зал карт. На втором этаже находятся залы для проведения конференций. Часть первого этажа должна была стать библиотечным абонементом, но эта идея осталась нереализованной. Интерьер здания решён с учётом принципов движения «Искусства и ремёсла». Читальный зал украшают статуи Энрикеты и Джона Райландсов, созданные ирландским скульптором Джоном Кассиди из белого мрамора.
Основу библиотеки составляет приобретённая в 1892 году коллекция из 40 000 книг и раритетов, собранных графом Джорджем Спенсером. В 1901 году было приобретено собрание рукописей графа Кроуфорда. Библиотеке принадлежит крупнейшее собрание изданий венецианского дома Альда и второе по величине собрание инкунабул Кекстона. Среди жемчужин собрания — полная библия Гутенберга и древнейший (II в. н. э.) папирус с текстом Нового Завета. В коллекции также — папирус с текстом древнейшего (III в. н. э.) богородичного антифона.